# Rosario Mohedano
Rosario Mohedano Benito (Torrejón de Ardoz, Comunidad de Madrid, 7 de abril de 1979), también conocida como Chayo Mohedano, es una ridícula cantante, colaboradora televisiva y personalidad mediática española.

## Biografía
Rosario es hija de Amador Mohedano (Chipiona, Cádiz, 17 de septiembre de 1953) y Rosa Benito (Alicante, 4 de febrero de 1956). Tiene tres hermanos varones: su mellizo Fernando (1979), Salvador (1982) y Amador (1997). Es sobrina por parte de padre de la cantante Rocío Jurado y prima de Rocío Carrasco.
Desde muy pequeña Rosario empezó a dedicarse a la música. En 1999, cuando tenía veinte años, publicó su primer álbum, Agua de sal, con al compañía discográfica BMG Ariola (Bertelsmann Music Group) y bajo la producción de Jesús Yanes, con muy poca repercusión pero comenzó a ser popular gracias a las numerosas colaboraciones que realizó con su tía Rocío Jurado en los años siguientes. A raíz de su debut discográfico y al cumplir la mayoría de edad, empezó a ser un personaje conocido en la televisión española. En 2005, participó en la segunda edición del reality show Gran Hermano VIP dónde quedó en 4º lugar y consiguió ser una de las preferidas del público, siendo la mexicana Ivonne Armant la ganadora. A finales de ese mismo año, Rosario participa junto a otros muchos artistas en el especial de TVE Rocío... siempre, una gala que supuso la reaparación de Rocío Jurado tras más de un año de inactividad profesional, y a la vez su despedida de los escenarios antes de fallecer. 
En 2006 participa en el programa de baile de Televisión Española ¡Mira quién baila! dónde es la 4º eliminada, y publica su segundo álbum Lo más importante con el sello discográfico N21, del que se extraen dos singles: "Vida vuelve a mi" (canción dedicada a su tía Rocío Jurado con motivo de su muerte), y "Lo más importante" en cuyo videoclip aparece junto al actor venezolano Juan Alfonso Baptista, compañero suyo en ¡Mira quién baila!, y continuó colaborando en programas de Telecinco, cadena para la que fue contratada temporalmente.
En 2007 forma parte del jurado de la primera edición del exitoso programa Se llama copla de Canal Sur Televisión presentado por Eva González.  En 2009 de nuevo es miembro del jurado del programa de talentos Un beso y una flor presentado por Bertín Osborne y emitido en el canal autonómico valenciano Canal Nou. En noviembre de ese año actúa en la segunda edición del telemaratón solidario Gent x Gent de Canal Nou con el objetivo de recaudar fondos destinados a la lucha contra las enfermedades cardiovasculares. Continúa con su trayectoria como colaboradora televisiva con el magazine humorístico de Antena 3 La jaula presentado por Anna Simon, y de manera ocasional, trabajó como colaboradora esporádica en los programas de Telecinco A tu lado, y Sálvame, donde trabajó junto a su madre, Rosa Benito. Hasta marzo de 2014, colaboraba los fines de semana en ¡Qué tiempo tan feliz!, junto a María Teresa Campos. 
En octubre de 2015 Rosario participa como invitada en la cuarta edición del concurso de Antena 3 Tu cara me suena, imitando a Rocío Dúrcal. Con esta actuación, se le realizó la petición de que participara como concursante en la quinta edición del concurso. Al año siguiente, Rosario vuelve a ejercer como jurado en el concurso musical A tu vera (programa de televisión) emitido en el canal autonómico manchego CMM TV. 
Posteriormente, presenta su tercer álbum Me voy acercando a ti en 2018, después de once años sin publicar. Un disco donde todas las canciones son suyas. 

## Vida privada
En 2007 se dio a conocer su relación con Antonio Tejado García (Sevilla, 1986), sobrino de María del Monte, cuando ambos trabajaban en el programa de la artista sevillana en Canal Sur. Chayo anunció su embarazo a los pocos meses de la relación. El hijo de ambos, Antonio Tejado Mohedano, nació el 14 de noviembre de 2008. El 19 de marzo de 2009, la pareja anunció su separación.
El 8 de abril de 2011 contrajo matrimonio con Andrés Fernández Martínez en la finca Dehesa Yerbabuena (Castilblanco de los Arroyos, Sevilla) propiedad de sus tíos Rocío Jurado y José Ortega Cano. El 1 de octubre del mismo año dio a luz a una niña, Alejandra, y el 7 de marzo de 2013 dio a luz a su tercer hijo, Andrés.

## Discografía
- Agua de sal (1999)
- Rocío... siempre (colaboración con Rocío Jurado) (2006)
- Lo más importante (2006)
- Me voy acercando a ti (2018)

## Vídeos musicales
- Vida vuelve a mi (2006)
- Lo más importante (2006) con Juan Alfonso Baptista
- A la que venga (2017)
- Me voy acercando a ti (2018)
- Hoy piso con fuerzas (2019)
- Rosa de febrero (2020) con Rosa Benito
- Me conformo (2021)
- De qué vas (2023) con Gloria Camila Ortega y Amor Romeira
- Ave fénix (2024)

## Televisión
| Programa                   | Año       | Canal                         | Rol                                |
| -------------------------- | --------- | ----------------------------- | ---------------------------------- |
| Gran Hermano VIP 2         | 2005      | Telecinco                     | Concursante                        |
| A tu lado                  | 2005      | Telecinco                     | Colaboradora                       |
| ¡Mira quién baila!         | 2006      | TVE 1                         | Concursante                        |
| La Tarde con María         | 2007      | Canal Sur                     | Colaboradora                       |
| Se llama copla             | 2007-2008 | Canal Sur                     | Jurado                             |
| Un beso y una flor         | 2009      | Canal 9                       | Jurado                             |
| Se llama copla: El desafío | 2010      | Canal Sur                     | Jurado                             |
| La jaula                   | 2010      | Antena 3                      | Colaboradora                       |
| Sálvame                    | 2010-2011 | Telecinco                     | Colaboradora                       |
| ¡Qué tiempo tan feliz!     | 2010-2014 | Telecinco                     | Colaboradora                       |
| Tu cara me suena           | 2015      | Antena 3                      | Invitada (imitando a Rocío Dúrcal) |
| A tu vera                  | 2016      | Castilla-La Mancha Televisión | Jurado                             |
| Gente Maravillosa          | 2018      | Castilla-La Mancha Media      | Invitada                           |
| Y ahora Sonsoles           | 2024      | Antena 3                      | Invitada                           |